# 須賀宣之
須賀 宣之（すが のぶゆき、1975年7月1日 - ）は、福島中央テレビ元アナウンサー。

## 略歴
東京都江戸川区出身。血液型はO型。法政大学卒業。1999年福島中央テレビに入社（同期は田部井華子）。2001年2月、結婚。2001年3月、東京支社営業部に異動。2003年にアナウンス部に復帰。2018年4月、会津若松支社へ異動。2021年3月現在、同支社長。

## 人物
- 消費生活アドバイザーの資格を保有[要出典]。
- スガケンと称しマツケンサンバを真似たことが縁で、本家マツケンサンバコンサートの開演前アナウンスを担当[要出典]。また、松平健との対面インタビューも実現[要出典]。
- 2008年2月からレコーディング・ダイエットに挑戦[要出典]。

## 過去の担当番組
- ゴジてれシャトル
  - 「チャレンジ60」（毎週水曜日）や「池の台ランキング研究所」、ナレーションなどを担当。コーナーによって硬軟をうまく使い分け、鉄腕アトムのお茶の水博士を真似て須賀の水博士を演じていた。
  - 3桁の郵便番号を選んで全国各地を移動する「全国〒行き当たりばっ旅」は第6弾まで放送された。
- ヱビス倶楽部 - ナレーション。東京支社営業部在籍時、番組創設にも関わった。
- ゴジてれ土曜版 MC（2012年1月 - 2013年3月）
- ゴジてれ×Sun! MC（2013年4月 - 2015年3月）
- FCTニュース（不定期）